# Szeliscse
A szeliscse (ukránul: Селище) a közigazgatási területi egységek egyik típusa Ukrajnában, legalább 5 ezer lakossal, zömében udvarházakkal rendelkező városi típusú település.
A szeliscsét a városi jellegű település (cелище міського типу) fogalmának eltörlésének megszavazásakor vezette be 2023-ban az Ukrajnai Legfelsőbb Tanács. 2024 januárjában bevezették a 3285-IX. számú törvényt, melynek értelmében az országban eltörölték a városi jellegű településeket hivatalosan, így minden ilyen települést szeliscse rangra fokoztak.

## Fordítás
Ez a szócikk részben vagy egészben  a(z)   Селище című ukrán Wikipédia-szócikk fordításán alapul.  Az eredeti cikk szerkesztőit annak laptörténete sorolja fel. Ez a jelzés csupán a megfogalmazás eredetét és a szerzői jogokat jelzi, nem szolgál a cikkben szereplő információk forrásmegjelöléseként.